# جيمس ماديسون (عسكري)
جيمس ماديسون (بالإنجليزية: James Madison)‏ هو عسكري أمريكي، ولد في 1842 في نايجيريا في الولايات المتحدة، وتوفي في 7 أغسطس 1926.